# Ajvar

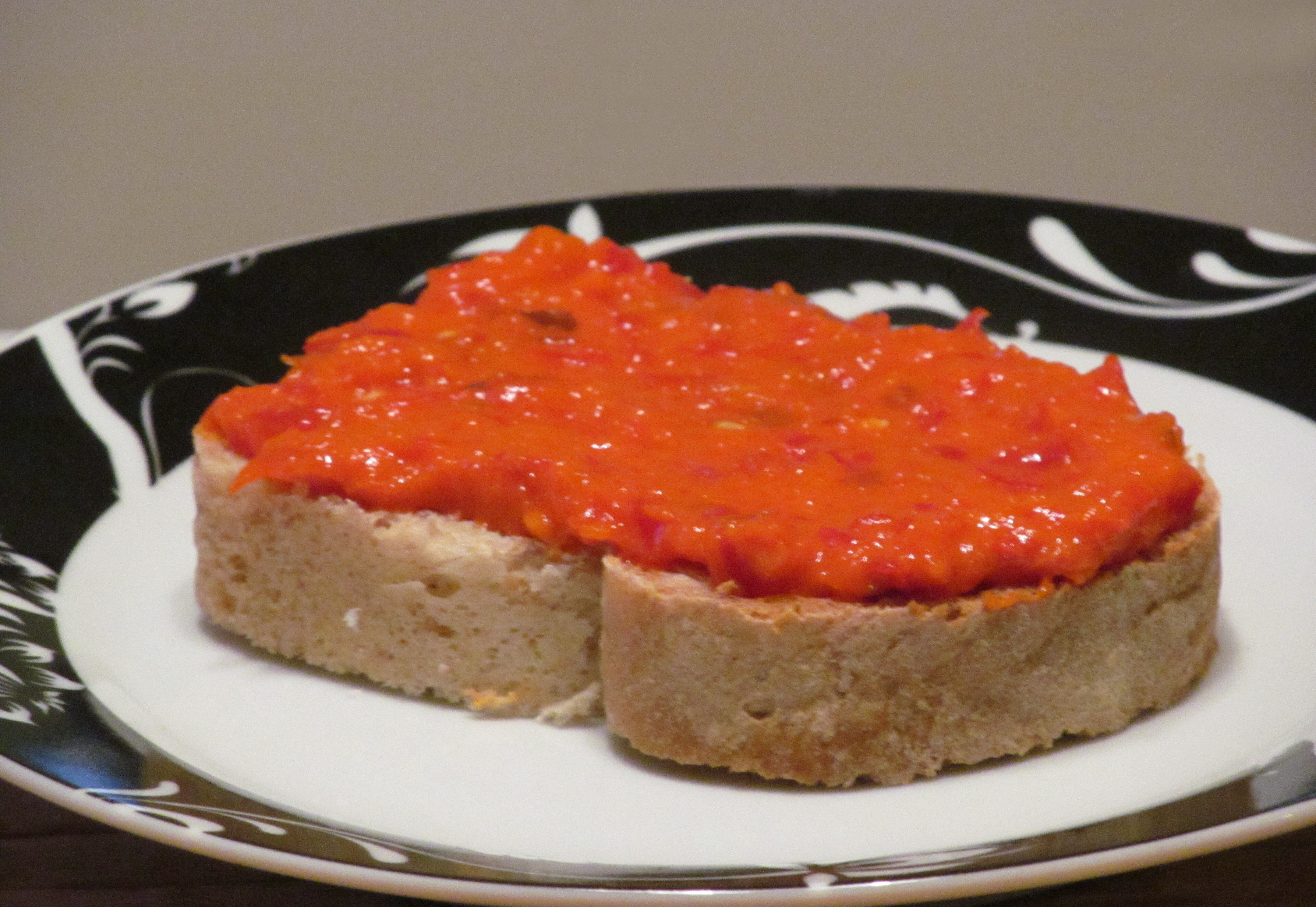
Hausgemachter Ajvar als Brotaufstrich

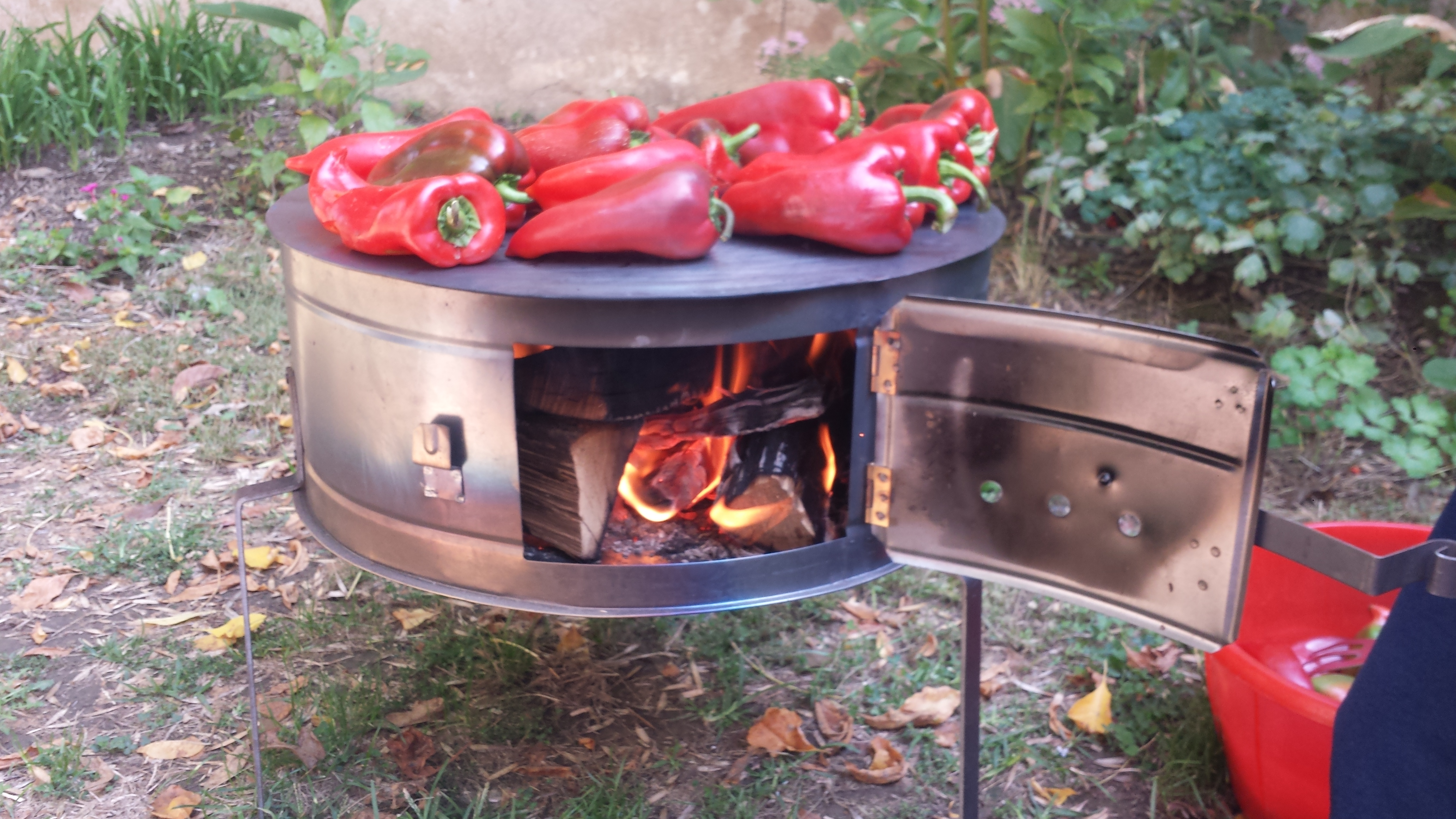
Paprika rösten im Freien

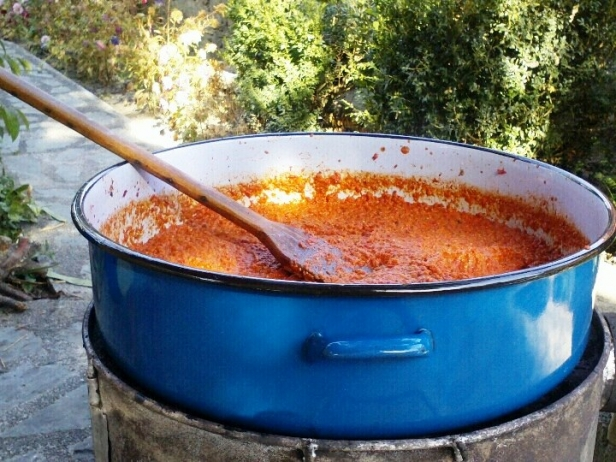
Ajvar auf nordmazedonische Art, dessen Hauptzutat Paprika ist

Ajvar oder Ajwar (mazedonisch und serbisch-kyrillisch Ајвар, bosnisch, slowenisch und kroatisch Ajvar, türkisch Ayvar, albanisch Ajvari, auch Hajvar oder Kavyar) ist eine Mischung aus Paprika und Auberginen in den Geschmacksrichtungen mild bis scharf und gilt als eine Spezialität der Balkanküche. Es gibt zwei Varianten: ein säuerlich-pikantes Püree aus Paprikafrüchten (80 Prozent) mit Auberginen und Peperoni sowie ein Auberginenpüree gewürzt mit Paprika, jeweils abgeschmeckt mit Knoblauch, Branntweinessig und/oder Zitrone, Salz und Zucker. Ajvar wird als Beilage zu Gegrilltem (insbesondere zu Lamm), zu Würsten, zu Gemüse, als Brotaufstrich, auch zum Verfeinern von Suppen, Eintöpfen, Saucen und als Dip verwendet. Ajvar eignet sich für die Vorratsherstellung. Traditionell werden im Herbst auf dem Balkan die großen Mengen von Paprikaschoten und Auberginen für Ajvar im Freien geröstet.

## Wortherkunft und Verbreitung
Ajvar leitet sich vom türkischen Wort khavyar für Kaviar ab, da die klumpige rote Zubereitung an rote Fischeier erinnert. Die Türken hatten während ihrer Herrschaft sowohl die Paprika (Capsicum) als auch die Zubereitungsmethode und die Bezeichnung auf den Balkan mitgebracht.
Besonders etabliert ist Ajvar in den Küchen der Länder des ehemaligen Jugoslawiens, wo er jeweils als nationale Spezialität gilt.
Bezüglich der konkreten Herkunft der Speise gibt es unterschiedliche und umstrittene Theorien. Bekannt ist Ajvar auch in anderen südosteuropäischen Ländern und der Türkei.
1996 scheiterte die slowenische Firma Živilska industrija d.o.o. aus Kamnik bei dem Versuch, den Begriff Ajvar schützen zu lassen, da es sich um einen generischen Begriff handelt.
In fast allen Ländern des ehemaligen Jugoslawiens gibt es rund um Ajvar kulturelle und kulinarische Veranstaltungen, teilweise mit Wettbewerbscharakter.

## Herstellung
Zur traditionellen Herstellung werden rote Paprika angeröstet, gehäutet und entkernt sowie unter ständigem Rühren mit etwas Öl so lange sanft geköchelt, bis sie sich zu einer homogenen Masse aufgelöst haben, was mehrere Stunden dauern kann. Gewürzt wird nur mit Salz und Pfeffer. Luftdicht verschlossen ist dieser Ajvar über längere Zeit haltbar.
Bei modernen Varianten werden häufig weitere Zutaten verwendet und wesentlich kürzer gegart. Dazu werden rote Gemüsepaprika bzw. Paprika und Auberginen erst im Backofen geröstet und geschält, die Paprika entkernt, alles fein gehackt, mit Olivenöl und Zitronensaft oder Essig, Peperoni, Knoblauch, Pfeffer, Salz und feingehackten, gedünsteten Zwiebeln vermischt und so lange sanft gegart, bis die Flüssigkeit nahezu eingekocht ist.

## Ähnliche Zubereitungen
Ähnliche Zubereitungen sind Ljutenica und Letscho und aus Nordmazedonien Pindjur (serbisch Pinđur), das immer mit Auberginen und dazu mit Tomaten, Zwiebeln und Knoblauch zubereitet wird. Die rumänische Variante trägt den Namen Zacuscă; die ungarische Paste Erős Pista ist eher scharf. Die russische Variante heißt Ogonek / Ogonjok (russisch Огонёк, „kleine Flamme, Flämmchen“) und beinhaltet Tomaten, Zwiebeln, Salz, Paprika, Knoblauch und Chili.